# Ligne Jinshan
La ligne Jinshan  (Chinese 金山铁路) est une ligne de train de banlieue «à grande vitesse» à Shanghai, qui fait partie du projet de réseau de train de banlieue de la région de Shanghai. La ligne va de la gare de Shanghai-Sud dans le district de Xuhui via Xinzhuang dans le district de Minhang à Jinshanwei dans le district de Jinshan, en traversant la rivière Huangpu sur un pont ferroviaire dédié. La ligne est connectée aux lignes 1, 3 et 5 du métro de Shanghai. La ligne a été construite à l'origine en 1975, elle a depuis été transformée en une ligne ferroviaire de banlieue à grande vitesse qui a ouvert le 28 septembre 2012.
C'est la première ligne à offrir des services de trains de banlieue «à grande vitesse», avec des trains voyageant jusqu'à 160km/h, comparé à 30-70 km/h pour les lignes de métro régulières, Les 56,4 km entre Jinshan et le centre-ville prennent 32 minutes de trajet pour les trains express sans arrêt, et 60 minutes pour les autres trains, qui s'arrêtent à toutes les gares de la ligne.
La ligne portait le nom de Line 22 avant son ouverture.

À l'échelle de la carte de Jinshan Railway

## Stations
- Les trains s'arrêtent aux gares marquées "●" et passent celles marquées "｜". «R» signifie trains express (C30xx), «H» signifie trains de service semi-express pendant les périodes de vacances (C32xx) et «L» signifie service local (C36xx).
- L'horaire du service de vacances est différent du service régulier. Le service de vacances est disponible le week-end et les jours fériés.

| R  | H  | L  | Gare <br> № | Nom de la station       | Nom de la station | Connexions                                 | Emplacement |
| R  | H  | L  | Gare <br> № | English                 | Chinese           | Connexions                                 | Emplacement |
| -- | -- | -- | ----------- | ----------------------- | ----------------- | ------------------------------------------ | ----------- |
|    |    |    |             |                         |                   |                                            |             |
| ●  | ●  | ●  | SNH         | Shanghai South          | 上海南            | (station adjacente - Gare de Shanghai-Sud) | Xuhui       |
| ｜ | ｜ | ｜ | XZH         | Xinzhuang               | 莘庄              | (station adjacente - Xinzhuang Station)    | Minhang     |
| ｜ | ｜ | ●  | CWH         | Chunshen                | 春申              |                                            | Songjiang   |
| ｜ | ●  | ●  | XQH         | Xinqiao                 | 新桥              |                                            | Songjiang   |
| ｜ | ｜ | ●  | MIH         | Chedun                  | 车墩              |                                            | Songjiang   |
| ｜ | ｜ | ●  | YOH         | Yexie                   | 叶榭              |                                            | Songjiang   |
| ｜ | ●  | ●  | TVH         | Tinglin                 | 亭林              |                                            | Jinshan     |
| ｜ | ｜ | ●  | REH         | Jinshan Industrial Park | 金山园区          |                                            | Jinshan     |
| ｜ | ｜ | ｜ | SPH         | Shanyang                | 山阳              |                                            | Jinshan     |
| ●  | ●  | ●  | BGH         | Jinshanwei              | 金山卫            |                                            | Jinshan     |
| ｜ | ｜ | ｜ | JDH         | Jinweidong              | 金卫东            |                                            | Jinshan     |
|    |    |    |             |                         |                   |                                            |             |